# Project64
Project64 ou PJ64 é um emulador livre e de código aberto do console Nintendo 64 escrito nas linguagens de programação C e C++ com a capacidade de receber plug-ins externos.
O desenvolvimento começou em março de 1998, na versão 1.4 passou a ser de código aberto e com isso ganhou uma versão modificada Project64k com suporte para jogatina online através do middleware Kaillera. Na versão 1.6, em 2011, voltou a ser código fechado. O código só voltaria a ser aberto a partir de 2013 com a versão 2.0, e em 2015, na versão 2.2, passou a ter suporte para discos do 64DD.